# Get Your Heart On!
Get Your Heart On – czwarty studyjny album kanadyjskiego zespołu Simple Plan wydany w 2011 roku.

## Lista utworów
1. You Suck At Love
2. Can't Keep My Hands Off You (feat. Rivers Cuomo)
3. Jet Lag (feat. Natasha Bedingfield)
4. Astronaut
5. Loser Of The Year
6. Anywhere Else But Here
7. Freaking Me Out (feat. Alex Gaskarth)
8. Summer Paradise (feat. K’naan)
9. Gone Too Soon
10. Last One Standing
11. This Song Saved My Life

### Bonusy
1. Jet Lag (feat. Marie-Mai)
2. Never Should Have Let You Go
3. Loser Of The Year (Acoustic Version)

### Single
1. Can't Keep My Hands Off You (feat. Rivers Cuomo)
2. Jet Lag (feat. Natasha Bedingfield)
3. Astronaut
4. Summer Paradise (feat. K’naan)